# إيشيشكس
إيشيشكس (بالإنجليزية: Eišiškės) هي معلم جغرافي تقع في ليتوانيا في Šalčininkai district municipality.[بحاجة لمصدر] يقدر عدد سكانها بـ 3,610 نسمة .